# Gnesta
För andra betydelser, se Gnesta (olika betydelser).

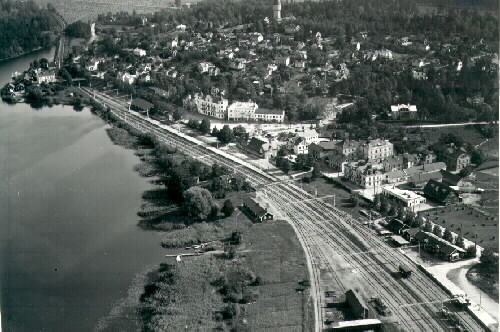
Flygfoto över Gnesta 1934.

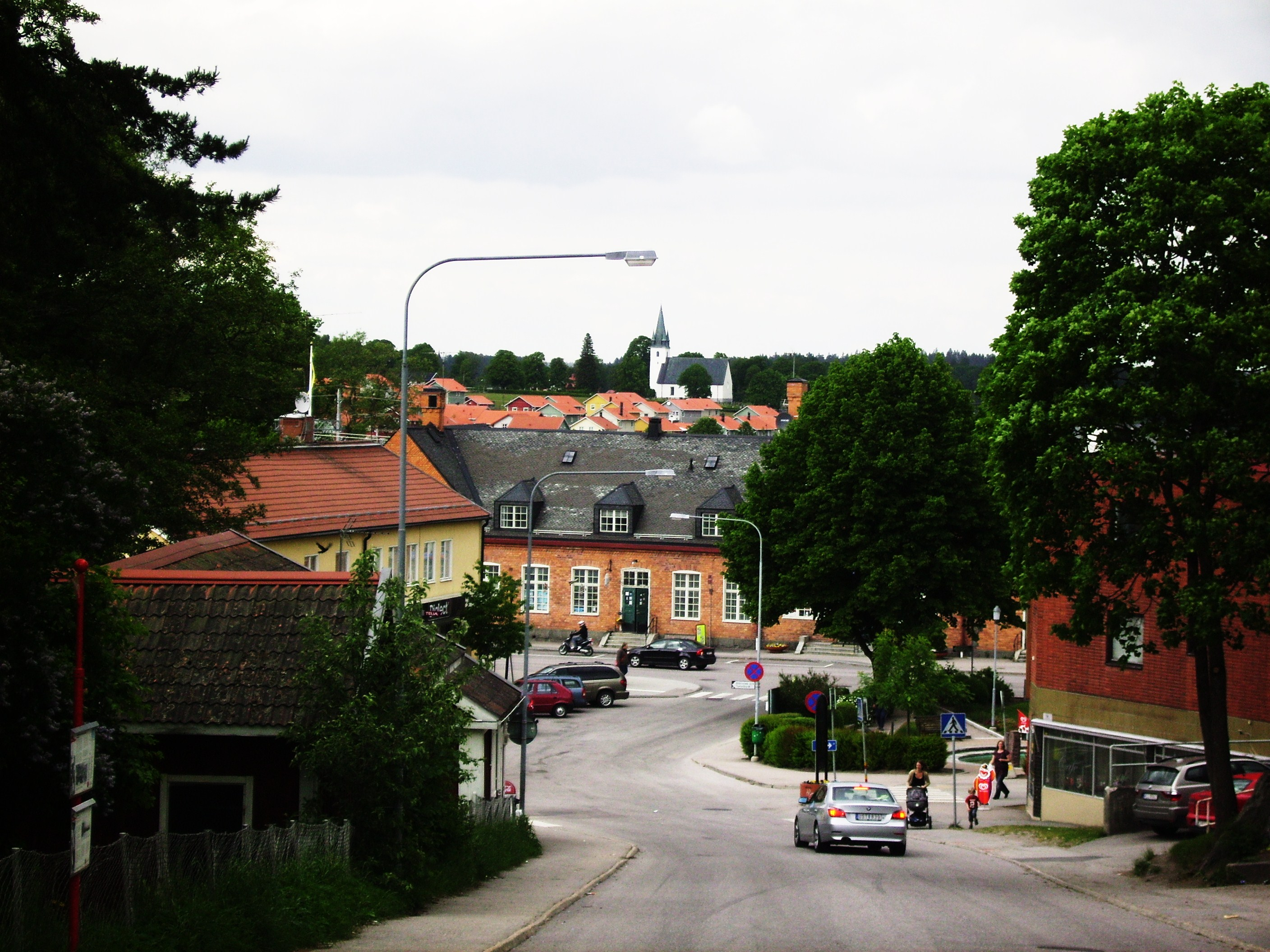
Gnesta från Gnestahöjden. Järnvägsstationen rakt fram. Frustuna kyrka längst upp.

Gnesta är en tätort i Gnesta kommun i Södermanlands län. Gnesta utgör centralort i Gnesta kommun. Gnesta är beläget mellan Södertälje och Nyköping, längs Västra stambanan.

## Historia
Det moderna Gnesta uppstod som stationssamhälle i samband med att järnvägen byggdes. Namnet kommer från den by på vars mark stationshuset uppfördes. Byn omnämns första gången 1383 som Gnytlistum, men var sannolikt då sedan länge etablerad, av namnet att döma är den från järnåldern. Då järnvägen kom hit bestod byn av tre gårdar.
Gnesta station öppnades 1861, men det stationshus man kan se i dag är byggt 1907. Orten växte snabbt till sig, i Gnestavisan från 1870-talet omnämns 30 olika yrken och arbetsplatser i Gnesta. När Gnesta 1883 blev municipalsamhälle fanns här 774 innevånare.
Järnvägshotellet uppfördes 1891 och 1908 flyttades tinget för Daga härad från Gåsinge till Gnesta och ett nytt tingshus uppfördes. 1914 uppfördes vattentornet och samhället fick ett vatten- och avloppssystem.
I Gnesta har det tidigare funnits cigarrfabrik, borstfabrik och gästgivaregård varifrån det skjutsades till Aspa, Blacksta, Björnlunda, Pilkrog och Svärdsbro. Vidare fanns tidigt i Gnesta läkare, apotek, veterinär, bryggeri och ett avdelningskontor från Södermanlands Enskilda Bank. Banken övertogs 1945 av Skandinaviska Banken och ingår numer i SEB. I nutid betjänar flera banker invånarna, läkare finns på Gnesta vårdcentral och i samhället finns fortfarande både apotek och veterinär, samt en väl utbyggd detaljhandel med bl.a. flera livsmedelsbutiker, el- och inredningshandlare, Systembolaget, frisersalonger, restauranger, bensinstationer, verkstäder och åtskilliga andra småföretag.
Befolkningen uppgick 1906 till 966 invånare och 1923 till 1 388 invånare. För befolkningsutveckling, se separat tabell nedan.
Tidigare hölls också en torgdag varje månad då det förekom "liflig handel med kreatur". Nutida marknadsdagar är julmarknaden arrangerad av Gnesta kommun, Lions och Gnesta handel i månadsskiftet november / december. Första lördagen i juni anordnas årligen också Gnesta marknad, med torgstånd, tivoli och underhållning.

### Administrativa tillhörigheter
Gnesta var och är en ort i Frustuna socken. Efter kommunreformen 1862 kom orten att ligga i Frustuna landskommun och i denna inrättades den 13 augusti 1883 municipalsamhället Gnesta som omfattade orten. 1952 uppgick landskommunen med municipalsamhället i Gnesta landskommun som 1955 med municipalsamhället ombildades till Gnesta köping dit även Kattnäs socken/landskommun fördes. Köpingskommunen, där Gnestas bebyggelse bara upptog en mindre del av ytan, ombildades 1971 till Gnesta kommun med Gnesta som centralort. 1974 uppgick denna i Nyköpings kommun, men utbröts återigen 1995. Efter expansion ligger numera en del av tätorten, öster om Sigtunaån, i Södertälje kommun.
Gnesta tillhörde till 1959 Frustuna församling, som då utökades och bildade Frustuna-Kattnäs församling, vilken 1992 namnändrades till Frustuna församling. En mindre del av tätorten tillhör numera Vårdinge församling.
Orten ingick till 1948 i Daga tingslag, därefter till 1971 i Nyköpings domsagas tingslag. Sedan 1971 ingår orten i Nyköpings tingsrätts domsaga.

## Befolkningsutveckling
| Befolkningsutvecklingen i Gnesta 1900–2020    | Befolkningsutvecklingen i Gnesta 1900–2020 | Befolkningsutvecklingen i Gnesta 1900–2020 | Befolkningsutvecklingen i Gnesta 1900–2020 | Befolkningsutvecklingen i Gnesta 1900–2020 |
| --------------------------------------------- | ------------------------------------------ | ------------------------------------------ | ------------------------------------------ | ------------------------------------------ |
|                                               |                                            |                                            |                                            |                                            |
| År                                            |                                            |                                            | Folkmängd                                  | Areal (ha)                                 |
| 1900                                          | 1900                                       |                                            | 912                                        | †                                          |
| 1960                                          | 1960                                       |                                            | 2 269                                      |                                            |
| 1965                                          | 1965                                       |                                            | 2 494                                      |                                            |
| 1970                                          | 1970                                       |                                            | 2 908                                      |                                            |
| 1975                                          | 1975                                       |                                            | 3 891                                      |                                            |
| 1980                                          | 1980                                       |                                            | 4 137                                      |                                            |
| 1990                                          | 1990                                       |                                            | 4 683                                      | 344                                        |
| 1995                                          | 1995                                       |                                            | 5 130                                      | 365                                        |
| 2000                                          | 2000                                       |                                            | 5 082                                      | 372                                        |
| 2005                                          | 2005                                       |                                            | 5 208                                      | 377                                        |
| 2010                                          | 2010                                       |                                            | 5 562                                      | 386                                        |
| 2015                                          | 2015                                       |                                            | 5 772                                      | 385                                        |
| 2020                                          | 2020                                       |                                            | 6 376                                      | 397                                        |
| † Befolkning runt ett municipalsamhälle 1900. |                                            |                                            |                                            |                                            |

## Stadsbild
Gnestas stadsbild är starkt präglad av järnvägen och det stationssamhälle som växte fram i slutet av 1800-talet. Det finns trots detta betydelsefulla byggnader från alla Gnestas tidsepoker. Hit hör järnvägsstationen (1907), Gnesta bryggeri (1903) och den så kallade tvålfabriken (1950), ritad av Ralph Erskine.

## Byggnader
- Järnvägsstationen. Den 1 oktober 1861 invigdes järnvägen Järna-Gnesta och därmed också det första stationshuset som kom att bli förebild för många andra genom den så kallade Gnestamodellen. Det nuvarande stationshuset uppfördes 1907 och ritades av SJ:s dåvarande chefsarkitekt Folke Zettervall. Stationen, som är typisk för tiden kring sekelskiftet, är byggd i sten och tegel. SJ:s trafik lades ned 1968 men återupptogs 2007.[7] Intill stationshuset står också en vattenhäst som är en av de få bevarade utmed Västra stambanan.[17]

- Det gamla vattentornet. Fram till 1800-talet hämtade Gnestaborna sitt dricksvatten från brunnar, men 1897 invigdes en vattencistern på Gnestahöjden dit vatten pumpades från Frösjön via ett pumphus på Östra Storgatan. I takt med att Gnesta växte och flera nya industrier öppnades ökade också behovet av vatten och 1914 invigdes så vattentornet, som ritades av Helge Gustaf Torulf. Byggmästare var Gnestabon Edvard Blomberg. I samband med invigningen av det nya vattentornet ersattes också det gamla pumphuset med ett nytt i Visbohammar. Tack vare sin synliga placering på Gnestahöjden har det också blivit en symbol för orten och har utsetts till "alla tiders bästa byggnad i kommunen" i en omröstning 2002. Det 28 meter höga vattentornet ersattes av ett nytt 1977.[18]

- Gnesta bryggeri. Gnesta bryggeri upprättades på 1870-talet, men de lokaler som kan ses i dag uppfördes kring sekelskiftet 1900. När produktionen led av ekonomiska svårigheter köptes det upp av Wårby Bryggerier 1953. Verksamheten på bryggeriet lades ned tio år senare, 1963.[19]

## Bildgalleri

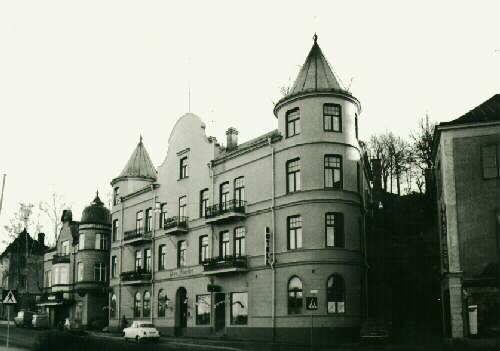
Stora Hotellet byggdes 1904.
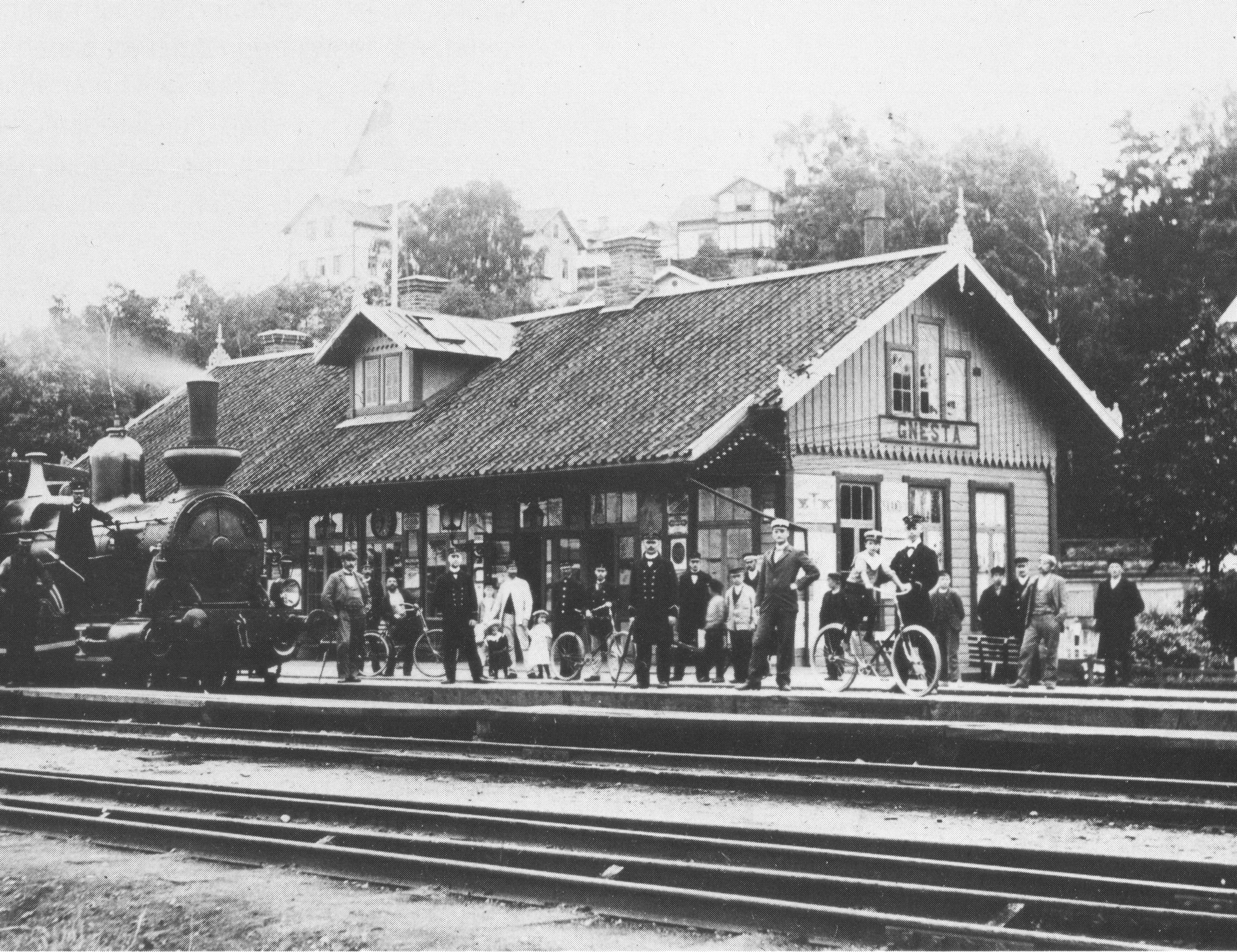
Det gamla stationshuset 1900.
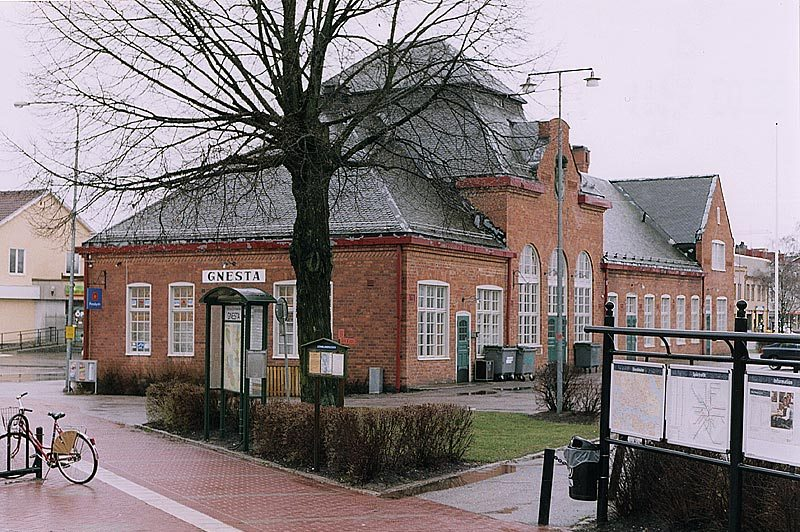
Stationshuset uppfört 1907.
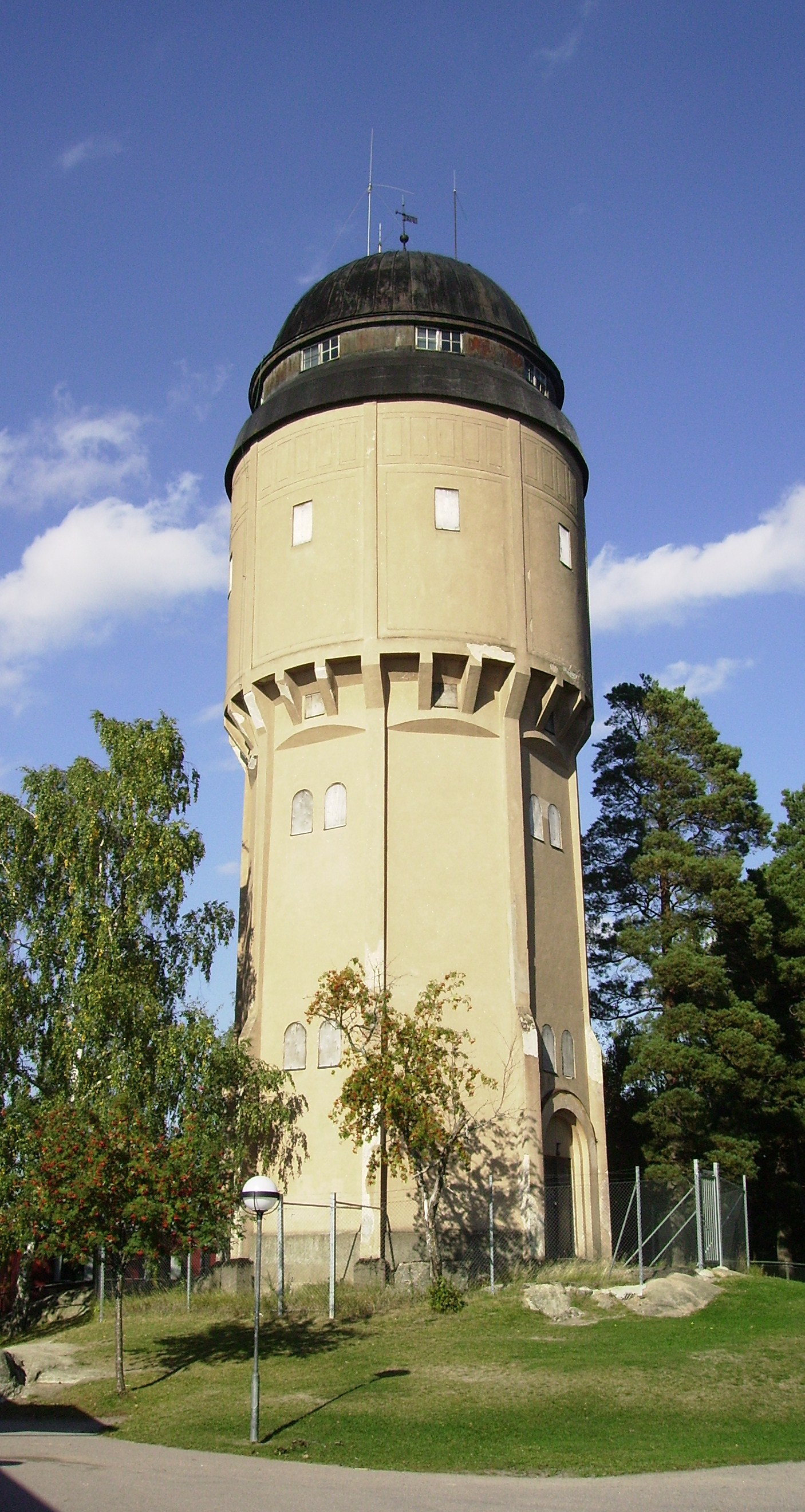
Vattentornet.
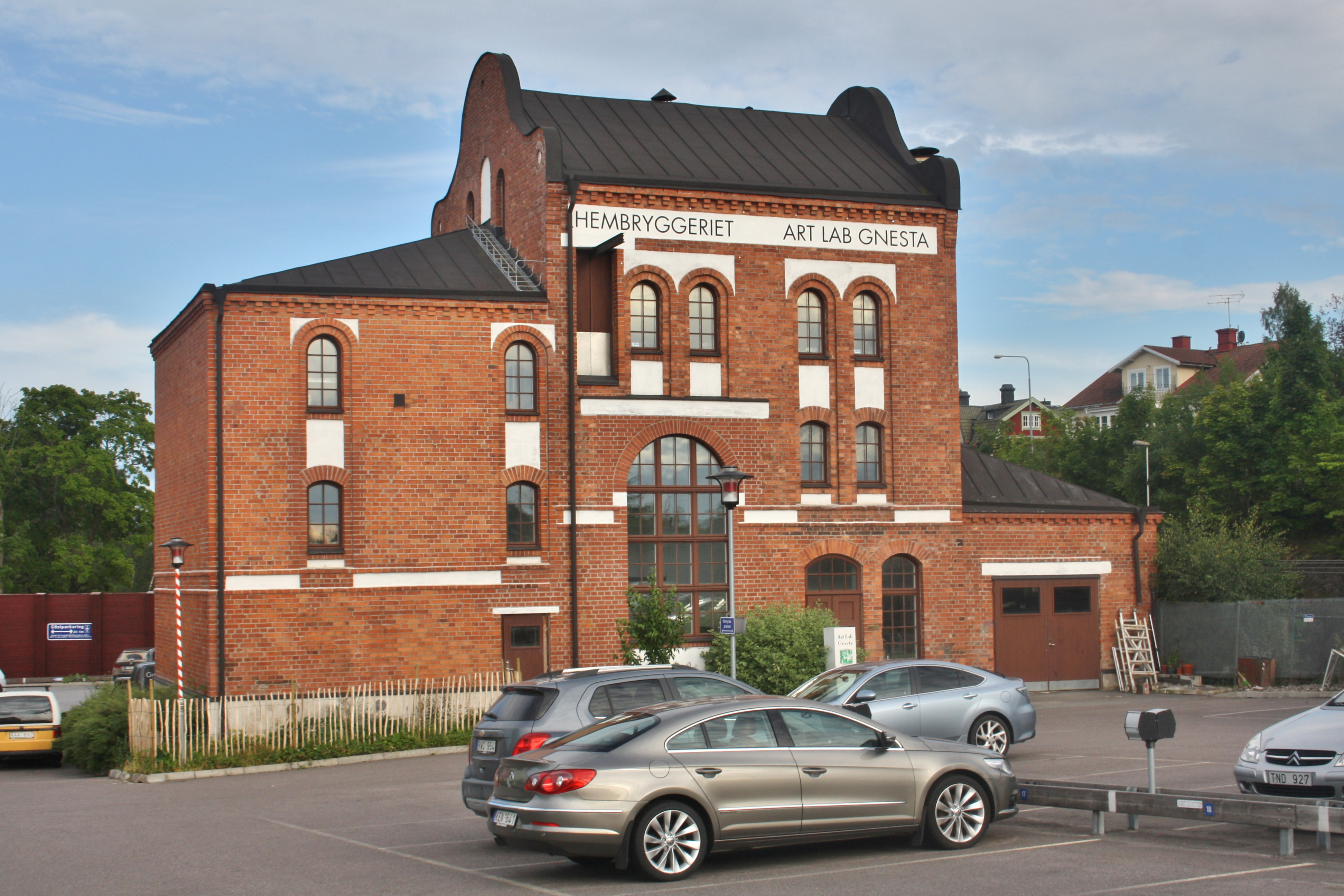
Gnesta bryggeri 2016.
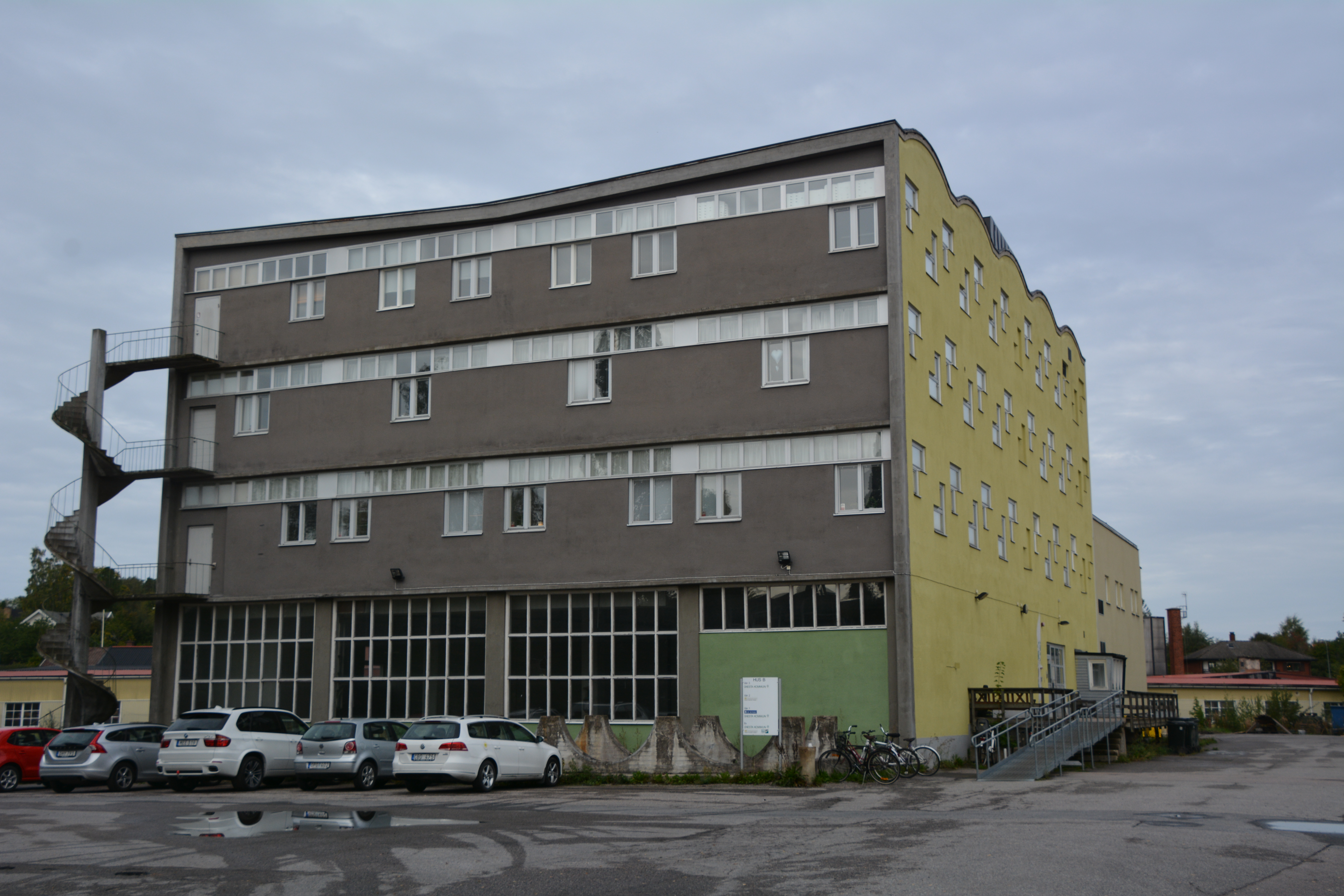
Gamla tvålfabriken.
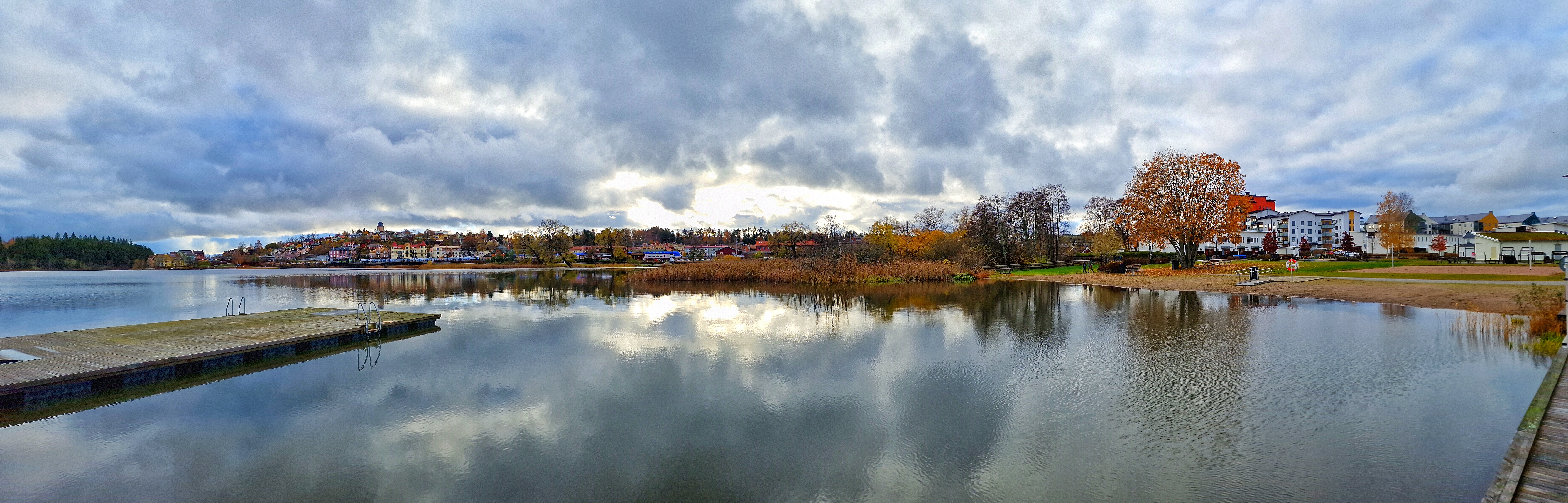
Frösjö strand.

## Kommunikationer
Gnesta har förbindelse med Stockholm via Södertälje med Stockholms pendeltåg (SL). Regionaltåg mellan Stockholm och Hallsberg (den så kallade Sörmlandspilen) stannar i Gnesta sedan augusti 2007, då även den nya stationen invigdes. I anslutning till järnvägen ligger även ortens busstation, varifrån Länstrafiken trafikerar bl.a. Nyköping, Flen, Strängnäs och Eskilstuna (på vissa turer med byten).
Större vägar i anslutning till Gnesta är riksväg 57 som österut ansluter till E4 och i väst slutar i Katrineholm. Länsväg 224 går i sydlig riktning och ansluter till E4 vid Lästringe.
Närmaste flygplats är Skavsta i Nyköping. Det går också att ta sig med pendeltåg via Stockholm till Arlanda flygplats.

## Näringsliv

### Bankväsende
Södermanlands enskilda bank öppnade ett avdelningskontor i Gnesta den 3 juli 1874. Det var länge banken enda bankkontor. Under några år hade även Mälareprovinsernas bank ett kontor i Gnesta, men det drogs in 1924. Sörmlandsbanken uppgick sedermera i SEB och andra storbanker etablerade sig i Gnesta.
Nordea stängde sitt kontor i Gnesta år 2011. Även SEB lämnade orten på 2010-talet. Den 28 juni 2021 lägger även Handelsbanken ner. Därefter fanns Swedbank kvar på orten.

## Kulturella referenser
Musikern Rune Gnestadius, mer känd som "Gnesta-Kalle", föddes i Gnesta och antog 1960 efternamnet Gnestadius med anknytning till orten.
Konstnären Lars Hillersberg föddes i Gnesta (formellt i Flen) 1937 och tillbringade också sina sista år i Gnesta.
Författaren och kriminologen Leif G.W. Persson bor delar av året vid Elghammars slott strax utanför Gnesta.
Filmen Män som hatar kvinnor är till vissa delar inspelade i Gnesta, som får utgöra den fiktiva orten Hedestad.
Pressbyråkiosken i Gnesta är besjungen i den kända sången "Husvagn" av Galenskaparna och After Shave.
Lasse Åbergs rollfigur Stig Helmer Olsson kliver av misstag på ett lastbilsflak i filmen SOS – en segelsällskapsresa och hamnar i Gnesta. Han och sonen Karl-Helmer får åka taxi hem vilket "kostar femhundra kronor" enligt ett citat från filmen.